# Nikole Hannah-Jones
Nikole Sheri Hannah-Jones (Waterloo, 9 de abril de 1976) es una periodista de investigación estadounidense conocida por su cobertura de los derechos civiles en los Estados Unidos. En abril de 2015, comenzó a trabajar como redactora en The New York Times. En 2017 recibió una beca MacArthur y en 2020 ganó el Premio Pulitzer a Comentarista por su trabajo The 1619 Project. Inauguró la Cátedra Knight en Raza y Periodismo en la Escuela de Comunicación de la Universidad Howard, donde también creó el Centro para el Periodismo y la Democracia.

## Biografía
Hannah-Jones nació en Waterloo, Iowa. Su padre Milton Hannah, era afroestadounidense y su madre, Cheryl A. Novotny, blanca y de ascendencia checa e inglesa. Es la segunda de tres hermanas. En 1947, el padre de Hannah-Jones, a la edad de dos años, junto a su madre y su hermano mayor, abandonaron Greenwood, Misisipi, en la región del Delta del Misisipi, para dirigirse en tren al norte rumbo a Iowa. Al igual que hicieron otras muchas familias afroamericanas decididas a evitar una vida "recogiendo algodón en la sociedad feudal que era entonces el delta del Mississippi".
La mayoría de las escuelas a las que asistieron Hannah-Jones y su hermana eran casi exclusivamente para blancos como parte de un programa voluntario de desegregación. Asistió al Waterloo West High School, donde escribió para el periódico de la escuela secundaria y se graduó en 1994.
Después de la secundaria, se matriculó en la Universidad de Notre Dame, donde obtuvo una Licenciatura en Historia y estudios afroamericanos en 1998.
Se graduó en 2003 con un máster en la Escuela Hussman de periodismo y medios de comunicación de la Universidad de Carolina del Norte, donde fue becaria de Roy H. Park.

## Trayectoria
En 2003, Hannah-Jones comenzó su carrera cubriendo la sección de educación para Raleigh News &; Observer, que incluía las Escuelas Públicas de Durham, predominantemente afroestadounidenses, puesto que ocupó durante tres años.
En 2006, se trasladó a Portland, Oregón, donde escribió para The Oregonian durante seis años. Durante este tiempo, cubrió una tarea empresarial que incluía reportajes, después la sección de demografía y, por último, la sección de gobierno y el censo.
En 2007, para conmemorar el 40 aniversario de los disturbios de Watts de 1965, escribió sobre el impacto que estos habían tenido en la comunidad para la Comisión Nacional Asesora sobre Desórdenes Civiles, también conocida como la Comisión Kerner.
Desde 2008 hasta 2009, obtuvo una beca del Instituto de Estudios Avanzados de Periodismo que le permitió viajar a Cuba para estudiar la asistencia sanitaria universal y el sistema educativo de Cuba con Raúl Castro.
En 2011, se unió a la organización de noticias sin fines de lucro ProPublica, con sede en Nueva York, donde cubrió temas sobre los derechos civiles y continuó la investigación que inició en Oregón sobre redlining y los informes de investigación en profundidad sobre la falta de aplicación de la Ley de Vivienda Justa para minorías. También pasó un tiempo en Tuscaloosa, Alabama, donde la decisión del caso Brown contra el Consejo de Educación tuvo poco efecto.
Fue elegida miembro de la Academia Estadounidense de las Artes y las Ciencias en 2021.

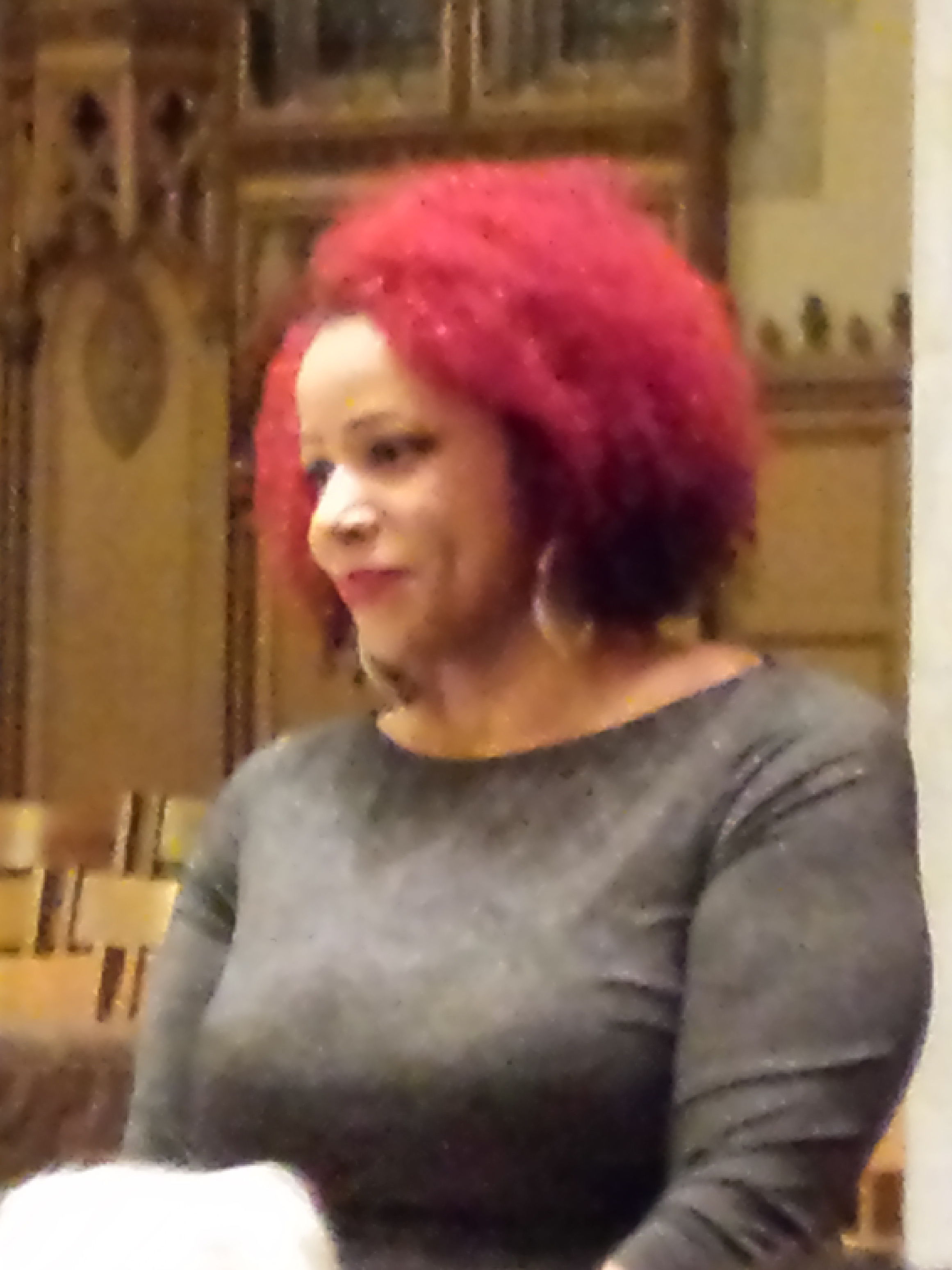
Hannah-Jones con los asistentes después de dar una charla en Rochester, Nueva York

### The New York Times
En 2015, entró como reportera de plantilla del The New York Times.
Hannah-Jones ha escrito sobre temas como la la segregación racial, la desegregación y la resegregación en las escuelas estadounidenses y la discriminación en la vivienda.También ha hablado sobre estos temas en las radios públicas estatales Escribe para descubrir y denunciar el racismo sistémico e institucional que, en su opinión, perpetúan las leyes y actos oficiales.
Su trabajo sobre las desigualdades raciales ha sido particularmente influyente y se cita ampliamente. Hannah-Jones informó sobre el distrito escolar donde le dispararon al adolescente Michael Brown, uno de los "distritos más segregados y empobrecidos de todo el estado" de Misuri. La crítica Laura Moser de la revista Slate elogió su informe sobre la resegregación escolar, que mostraba cómo la desigualdad educativa pudo haber sido un factor a tener en cuenta en la muerte de Brown.
Hannah-Jones fue becaria Emerson en 2017 en la New America Foundation, donde trabajó en un libro sobre la segregación escolar. El libro, The Problem We All Live With, salió a la venta en junio de 2020 bajo el sello One World de Chris Jackson en Random House.
Obtuvo en 2017 una beca de la Fundación MacArthur. En el premio se citaba su "Crónica de la persistencia de la segregación racial en la sociedad estadounidense, particularmente en la educación, y la remodelación de las conversaciones nacionales acerca de la reforma educativa".

#### Proyecto 1619
En 2019, Hannah-Jones puso en marcha un proyecto para reexaminar el legado de la esclavitud en los Estados Unidos, coincidiendo con el 400 aniversario de la llegada de los primeros africanos a Virginia. Elaboró una serie de artículos para un número especial de The New York Times Magazine titulado The 1619 Project. La iniciativa comenzó a desarrollarse el 14 de agosto de 2019 "con el objetivo de replantear la historia del país colocando las consecuencias de la esclavitud y las contribuciones de los estadounidenses negros en el centro mismo de nuestra narrativa nacional". El proyecto contó con ensayos de una mezcla de escritores de plantilla y académicos, incluido el historiador de Princeton Kevin M. Kruse, el abogado formado en Harvard Bryan Stevenson, el sociólogo de Princeton Matthew Desmond y la historiadora de SUNY Anne Bailey. En el ensayo de apertura, Hannah-Jones escribió: «Ningún aspecto del país que se puede formar aquí ha sido afectado por los años de esclavitud que siguieron». El proyecto también incluyó poemas, ficción corta y un ensayo fotográfico. Originalmente concebido como un número especial, pronto se convirtió en un proyecto completo, en una sección especial de hoja ancha en el periódico, eventos en vivo y una serie de podcasts de varios episodios.
En 2020, Hannah-Jones ganó el Premio Pulitzer de comentarista por su trabajo en el Project 1619. El premio citó su «arrollador, provocativo y personal ensayo para el innovador Project 1619, el cual trata de situar la esclavitud de los africanos en el centro de la historia de Estados Unidos, provocando una conversación pública sobre la fundación y evolución de la nación». Su artículo fue criticado por los historiadores Gordon S. Wood y Leslie M. Harris, específicamente por afirmar que "una de las principales razones por la que los colonos decidieron declarar su independencia de Gran Bretaña fue porque querían proteger la institución de la esclavitud". El artículo fue "aclarado" en marzo de 2020 cambiando "por algunos de los colonos". Hubo también un debate sobre si el proyecto sugería que la nación se fundó en 1619 con la llegada de africanos esclavizados y no en 1776 con la Declaración de Independencia. En declaraciones a Bret Stephens, periodista de opinión del New York Times, Hannah-Jones dijo que la sugerencia de considerar 1619 como un punto de partida para interpretar la historia de Estados Unidos siempre había sido tan evidentemente metafórica que lo daba por descontado.
El Instituto de Periodismo Arthur L. Carter de la Universidad de Nueva York mencionó el Project 1619 como una de las diez mejores obras de periodismo de la década de 2010 a 2019.

### Universidad de Carolina del Norte
En abril de 2021, la Universidad de Carolina del Norte anunció que Hannah-Jones se incorporaría a la Hussman School of Journalism and Media, en julio de 2021 como jefa de la cátedra Knight de Raza y Periodismo de Investigación. Tras las críticas, particularmente de grupos conservadores que expresaron su desacuerdo con el Project 1619 y cuestionaron las credenciales de Hannah-Jones, la Junta Directiva de la Universidad tomó la decisión de no seguir la recomendación del comité de titularidad para aprobar su solicitud del puesto. La universidad anunció que, en cambio, le ofrecería un contrato fijo de cinco años. La decisión se enfrentó a las reacciones violentas por parte de los profesores de la escuela de Periodismo, de los cuales más de 40 firmaron una declaración alegando que la UNC "mueve injustamente los postes de la portería" al no ofrecerle la titularidad del puesto. La decisión también provocó un gran revuelo entre los estudiantes universitarios, que organizaron peticiones y protestas con respecto a su titularidad. Las dos últimas personas a las que se les concedió este puesto obtuvieron la titularidad en el momento de su nombramiento. Hannah-Jones manifestó: “Está bastante claro que mi titularidad no fue aceptada por por la oposición política, por opiniones discriminatorias contra mi punto de vista y, creo, [debido a] mi raza y mi género”. A fines de junio de 2021, Hannah-Jones, a través de una carta de sus abogados, declaró que no aceptaría un puesto de profesora en la universidad a menos que se lo ofrecieran como titular. El 30 de junio de 2021, los fideicomisarios de la Universidad de Carolina del Norte en Chapel Hill votaron en una sesión cerrada para incluir la titularidad en la oferta del puesto.

### Universidad de Howard
Hannah-Jones rechazó el puesto en Carolina del Norte y decidió aceptar un puesto fijo en laUniversidad Howard, donde fue la primera catedrática en Raza y Periodismo. Declaró: «Una vez que se conoció la noticia y comencé a ver el alcance de la interferencia política, en particular los informes sobre Walter Hussman, me quedó muy claro que no podía trabajar en una escuela que llevara el nombre de Walter Hussman. Ser una persona que ha defendido lo que yo represento y tener un mínimo de integridad, resultaba imposible poder hacerlo».
Ta-Nehisi Coates se unió a Hannah-Jones en Howard como presidente de Sterling Brown en el Departamento de Inglés. Jones también aportó 20 millones de dólares a Howard para apoyar su trabajo allí, una cantidad debida a la suma de los cinco millones proporcionados por cada una de las tres fundaciones: Fundación Knight, Fundación MacArthur y Fundación Ford, además de un donante anónimo.

## Polémicas y críticas

### Críticas a Project 1619
Cinco historiadores escribieron a The New York Times Magazine para pedirles a los creadores del Project 1619 que publicaran correcciones, incluidas las afirmaciones de Hannah-Jones sobre la Revolución Americana y Lincoln. La solicitud de la corrección fue firmada por Victoria Bynum de la Universidad Estatal de Texas, James M. McPherson y Sean Wilentz de la Universidad de Princeton, James Oakes de la Universidad de la Ciudad de Nueva York y Gordon S. Wood de la Universidad de Brown. La historiadora Leslie M. Harris, que fue consultada para el Proyecto, escribió en Politico que había advertido que la idea de que la Revolución Americana se libró para proteger a la esclavitud era inexacta y que el Times cometió errores que podía haber evitado.

### Reportero delFreeBeacon
Un reportero del Washington Free Beacon destacó un tuit de Hannah-Jones de mayo de 2016 en el que citaba a alguien usando la palabra N. Después de que le pidiera un comentario, Hannah-Jones publicó en Twitter la consulta del reportero, que contenía su número de teléfono de trabajo. En una entrevista con Slate, Hannah-Jones declaró: "No me di cuenta de que estaba tuiteando su número de teléfono, y cuando alguien lo mencionó debería haberlo borrado. De manera absoluta. No tenía intención de hacer eso y desearía no haberlo hecho".

### Teorías conspirativas
En junio de 2020, Jones se disculpó por retuitear una teoría conspirativa que afirmaba que los "agentes del gobierno" estaban encendiendo fuegos artificiales para frenar el movimiento Black Lives Matter.

## Sociedad Ida B. Wells para el periodismo de investigación
A principios de 2015, Nikole Hannah-Jones, junto con Ron Nixon, Corey Johnson y Topher Sanders, dio comienzo su sueño sobre la creación de la Sociedad Ida B. Wells de Periodismo de investigación. Esta organización fue puesta en marcha en Memphis, Tennessee, en 2016, con el propósito de promover el periodismo de investigación, un tipo de reportaje que es menos común. Siguiendo los pasos de Ida B. Wells, esta sociedad anima a los periodistas de minorías a denunciar las injusticias perpetuadas por el gobierno y defender a las personas susceptibles de que alguien se aproveche de ellas. Esta organización fue creada con gran apoyo de la Open Society Foundations, Ford Foundation y CUNY Graduate School of Journalism.

## Vida personal
Hannah-Jones vive en el barrio de Bedford-Stuyvesant de Brooklyn con su marido, Faraji Hannah-Jones, y su hija.

## Premios
- 2007, 2008, 2010: Sociedad de Periodistas Profesionales, Noroeste del Pacífico, Premio a la Excelencia en Periodismo.[16]
- 2012: Premio de la Fundación Gannett a la Innovación en el Periodismo de Investigación.[16]
- 2013: Premio Sídney[70]
- 2013: Universidad de Columbia, Premio Paul Tobenkin Memorial.[71]
- 2015: National Awards for Education Reporting, primer premio, reportaje de actualidad.
- 2015: Asociación Nacional de Periodistas Negros, Periodista del Año.[72][73]
- 2015: Finalista del Premio Nacional de Revistas, de interés público.
- 2015: Asociación de Escritores de Educación, Gran Premio Fred M. Hechinger por Informes Educativos Especiales.[74]
- 2015: Premio del presidente del Emerson College al liderazgo cívico.
- 2015: The Root 100[75]
- 2016: Premio George Polk, a reportajes radiofónicos.[76]
- 2017: Beca de la Fundación MacArthur.[32]
- 2017: Ganadora del Premio Nacional de Revista, de interés público.[77]
- 2019: Premio de alumna distinguida de la Universidad de Carolina del Norte en Chapel Hill.[78]
- 2020: Premio Pulitzer de comentarista.[37]

## Obras
- Hannah-Jones, Nikole (2012). Living Apart: How the Government Betrayed a Landmark Civil Rights Law. New York: ProPublica. ISBN 978-1-453-25444-8. OCLC 825553231.